# Guiana nos Jogos Olímpicos de Verão de 1992
A Guiana competiu nos Jogos Olímpicos de Verão de 1992, em Barcelona, Espanha.

## Resultados por Evento

### Atletismo
Salto em distância masculino
- Mark Mason
  - Classificatória — 7,83 m (→ não avançou)

Salto em altura feminino
- Najuma Fletcher
  - Classificatória — 1,79 m (→ não avançou)